# Marie Émile Antoine Béthouart
Marie Émile Antoine Béthouart, francoski general, * 17. december 1889, † 17. oktober 1982.